# Zemlya Georga
Zemlya Georga (em russo:  Земля Георга, que significa Terra de Jorge (Terra do Príncipe Jorge) é a maior ilha do arquipélago da Terra de Francisco José, no Oceano Ártico, pertencente à Rússia (no Óblast de Arkhangelsk).
Com área total de 2821 km², além de ser a maior ilha do arquipélago, é também a mais comprida, com 115 km entre os seus extremos mais setentrional e meridional. O ponto mais elevado tem 416 m de altitude. 
Tem forma bastante irregular, com uma costa complexa, com numerosas baías, enseadas profundas e cabos. A maior parte da ilha está sob grandes glaciares.
Zemlya Georga/Terra de Jorge foi assim chamada pela Expedição austro-húngara ao Polo Norte em honra do príncipe Jorge de Hesse-Darmstadt (1669-1705), que se converteu em Generalfeldwachtmeister no exército austríaco em 1694 e seu Fieldmarshal desde 1699.